# Lutjanus sanguineus
Lutjanus sanguineus là một loài cá biển thuộc chi Lutjanus trong họ Cá hồng. Loài này được mô tả lần đầu tiên vào năm 1828.

## Từ nguyên
Tính từ định danh sanguineus trong tiếng Latinh có nghĩa là “đỏ như máu”, hàm ý đề cập đến màu đỏ cam toàn thân của loài cá này.

## Phân bố và môi trường sống
L. sanguineus có phân bố giới hạn ở Tây Ấn Độ Dương, từ Biển Đỏ dọc theo Đông Phi đến KwaZulu-Natal và Đông Cape (Nam Phi), bao gồm Madagascar và Seychelles, về phía đông từ vịnh Ba Tư đến bờ tây Ấn Độ và Sri Lanka.
Những ghi chép về L. sanguineus ở Đông Ấn đến Tây Thái Bình Dương khả năng cao là nhận dạng sai của Lutjanus malabaricus.
L. sanguineus sinh sống gần rạn san hô và mỏm đá ở độ sâu đến ít nhất là 100 m. Ở ngoài khơi Nam Phi, loài này ưa thích khu vực đáy bùn, nước đục, đôi khi thấy chúng ở vùng nước nông gần bờ.

## Mô tả
Chiều dài cơ thể lớn nhất được ghi nhận ở L. sanguineus là 100 cm, thường bắt gặp với chiều dài trung bình khoảng 70 cm.
Cá trưởng thành màu đỏ cam với bụng trắng bạc. Mống mắt màu đỏ nhạt. Cá con có một dải nâu đen dày, từ hàm trên xiên chéo lên phần trước vây lưng, băng qua mắt. Cuống đuôi có vệt đen. Hai bên thân còn có những sọc ngang màu đỏ.
Số gai ở vây lưng: 10; Số tia vây ở vây lưng: 13–14; Số gai ở vây hậu môn: 3; Số tia vây ở vây hậu môn: 8–9.
So với L. malabaricus, L. sanguineus có bướu lớn rõ rệt trên trán, có thêm các rãnh ngang phía sau và phía dưới ổ mắt.

## Sinh thái
Thức ăn của L. sanguineus có thể là cá nhỏ và một số loài thủy sinh không xương sống khác. Chúng kiếm ăn về đêm.
L. sanguineus đạt độ tuổi cao nhất là 13, được ghi nhận ở khu vực biển Đỏ–vịnh Aden.

## Giá trị
L. sanguineus là một loại cá thực phẩm chất lượng và được khai thác trong toàn bộ phạm vi của chúng, thường được bán trên thị trường ở Đông Phi.